# Campionato Catarinense 2022 (pallavolo maschile)
Il Campionato Catarinense 2022 si è svolto dal 26 agosto al 25 settembre 2022: al torneo hanno partecipato quattro squadre di club brasiliane provenienti dallo stato di Santa Catarina e la vittoria finale è andata per la sesta volta consecutiva all'APAN.

## Regolamento

### Formula
Le squadre hanno disputato un girone all'italiana senza un calendario rigido, per un totale di sei giornate; al termine della regular season:
- Le prime quattro classificate hanno avuto accesso ai play-off, strutturati in semifinali, finale per il terzo posto e finale, giocando in gara unica, con incroci basati sul piazzamento in stagione regolare.

### Criteri di classifica
Se il risultato finale è stato di 3-0, 3-1 o 3-2 sono stati assegnati 2 punti alla squadra vincente e 1 a quella sconfitta.
L'ordine del posizionamento in classifica è stato definito in base a:
- Punti;
- Numero di partite vinte;
- Ratio dei set vinti/persi;
- Ratio dei punti realizzati/subiti.

## Squadre partecipanti
| Club               | Stagione | Città              | Impianto                     | Stagione precedente               |
| ------------------ | -------- | ------------------ | ---------------------------- | --------------------------------- |
| APAN               | dettagli | Blumenau           | Ginásio Sebastião Cruz       | Vincitrice Campionato Catarinense |
| Balneário Camboriú | -        | Balneário Camboriú | Barra Hamilton Linhares Cruz | -                                 |
| Norte Catarinense  | -        | Joinville          | Ginásio da Univille          | -                                 |
| Timbó              | -        | Timbó              | Associação Atlética Metisa   | 3ª al Campionato Catarinense      |

## Torneo

### Regular season

#### Risultati
| Prima giornata |                           |     |                     |
|                |                           |     |                     |
| 26-08          | APAN - Balneário Camboriú | 3-0 | 25-19, 25-16, 25-15 |

| Seconda giornata |                           |     |                            |
|                  |                           |     |                            |
| 27-08            | Timbó - Norte Catarinense | 1-3 | 17-25, 11-25, 28-26, 17-25 |

| Terza giornata |                            |     |                     |
|                |                            |     |                     |
| 02-09          | Balneário Camboriú - Timbó | 0-3 | 18-25, 19-25, 21-25 |

| Quarta giornata |                          |     |                                  |
|                 |                          |     |                                  |
| 03-09           | APAN - Norte Catarinense | 3-2 | 21-25, 25-18, 25-15, 22-25, 15-6 |

| Quinta giornata |              |     |                     |
|                 |              |     |                     |
| 07-09           | Timbó - APAN | 0-3 | 18-25, 18-25, 19-25 |

| Sesta giornata |                                        |     |                     |
|                |                                        |     |                     |
| 10-09          | Norte Catarinense - Balneário Camboriú | 3-0 | 25-11, 25-20, 25-18 |

#### Classifica
| Pos. | Squadra            | Pt | G | V | P | SV | SP | Ratio | PF  | PS  | Ratio |
| ---- | ------------------ | -- | - | - | - | -- | -- | ----- | --- | --- | ----- |
| 1.   | APAN               | 6  | 3 | 3 | 0 | 9  | 2  | 4,500 | 258 | 194 | 1,329 |
| 2.   | Norte Catarinense  | 5  | 3 | 2 | 1 | 8  | 4  | 2,000 | 265 | 230 | 1,152 |
| 3.   | Timbó              | 4  | 3 | 1 | 2 | 4  | 6  | 0,666 | 203 | 234 | 0,867 |
| 4.   | Balneário Camboriú | 3  | 3 | 0 | 3 | 0  | 9  | 0,000 | 157 | 225 | 0,697 |

      Qualificata ai play-off.

### Play-off
|  | Semifinali         | Semifinali         | Semifinali |      |                   | Finale             | Finale             | Finale          |  |
|  |                    |                    |            |      |                   |                    |                    |                 |  |
|  | Timbó              | Timbó              | 0          |      |                   |                    |                    |                 |  |
|  | Timbó              | Timbó              | 0          |      |                   |                    |                    |                 |  |
|  | Norte Catarinense  | Norte Catarinense  | 3          |      |                   |                    |                    |                 |  |
|  | Norte Catarinense  | Norte Catarinense  | 3          |      | Norte Catarinense | Norte Catarinense  | 2                  |                 |  |
|  |                    |                    |            |      | Norte Catarinense | Norte Catarinense  | 2                  |                 |  |
|  |                    |                    | APAN       | APAN | 3                 |                    |                    |                 |  |
|  | APAN               | APAN               | APAN       | APAN | 3                 | 3                  |                    |                 |  |
|  | APAN               | APAN               |            |      |                   | 3                  |                    |                 |  |
|  | Balneário Camboriú | Balneário Camboriú | 0          |      |                   | Finale 3º posto    | Finale 3º posto    | Finale 3º posto |  |
|  | Balneário Camboriú | Balneário Camboriú | 0          |      |                   |                    |                    |                 |  |
|  |                    |                    |            |      |                   |                    |                    |                 |  |
|  |                    |                    |            |      |                   | Timbó              | Timbó              | 3               |  |
|  |                    |                    |            |      |                   | Timbó              | Timbó              | 3               |  |
|  |                    |                    |            |      |                   | Balneário Camboriú | Balneário Camboriú | 0               |  |

#### Semifinali
| Gara unica |                           |     |                     |
|            |                           |     |                     |
| 24-09      | Timbó - Norte Catarinense | 0-3 | 18-25, 22-25, 29-31 |
| 24-09      | APAN - Balneário Camboriú | 3-0 | 25-15, 25-13, 25-13 |

#### Finale 3º posto
| Gara unica |                            |     |                     |
|            |                            |     |                     |
| 25-09      | Timbó - Balneário Camboriú | 3-0 | 25-19, 25-16, 25-21 |

#### Finale
| Gara unica |                          |     |                                  |
|            |                          |     |                                  |
| 25-09      | Norte Catarinense - APAN | 2-3 | 18-25, 25-20, 23-25, 25-23, 8-15 |

## Classifica finale
| Pos | Squadra            |
| --- | ------------------ |
|     | APAN               |
| 2   | Norte Catarinense  |
| 3   | Timbó              |
| 4   | Balneário Camboriú |